# Cine de China

Imagen ilustrativa de una claqueta con la bandera de China.

El cine de China desarrolla el tema de la historia y actualidad del cine producido en China continental, con excepción del cine de Hong Kong y el cine de Taiwán, que por razones políticas e históricas tienen una peculiaridad que requiere sus propios artículos. La producción de cine en China se inició a fines del siglo XIX, y cuenta con obras clásicas como La Diosa (Wu Yonggang, 1934), Primavera en un pueblo pequeño (Mu Fei, 1948), varias películas sobre el célebre relato chino referida a la mujer guerrera Hua Mulan, como Mulan se une al ejército (Mulan cong jun, Bu Wancang, 1939), El destacamento rojo de mujeres (Hong se niang zi jun, Xie Jin, 1961), Dōngfāng hóng (El Este es rojo, Wang Ping, 1965), Dà Hóng Dēnglóng Gāogāo Guà (La linterna roja, también conocida como Esposas y concubinas, Zhang Yimou, 1991), Adiós a mi concubina (Chen Kaige, 1993), Héroe (Zhang Yimou, 2002). Desde comienzos del siglo XXI, el cine chino ha ganado espacio en el mercado internacional y «se ha convertido en una gran potencia cinematográfica a nivel mundial».

## Los comienzos
El cine fue introducido en China en 1896. Para entonces ya transcurría el denominado Siglo de humillación (1836-1949), iniciado con la derrota ante el Imperio británico y demás potencias occidentales en las guerras del Opio, que marcaron la decadencia veloz de lo que hasta ese momento había sido la potencia más importante y duradera del mundo.
La primera filmación se realizó en Shanghái, el 11 de agosto de 1896, como parte de un espectáculo de variedades. La primera película, una representación de La batalla de Dingjunshan (Ding Jun Shan) por la Ópera de Pekín, se realizó en noviembre de 1905. Durante la siguiente década, las productoras fueron predominantemente extranjeras y la industria cinematográfica doméstica no comenzó de forma independiente sino hasta 1916. 
Luego de la caída del imperio y la instalación de la República en 1912, la industria cinematográfica comenzó a desarrollarse en Shanghái, que desde la finalización de la primera guerra del Opio en 1842 y por exigencia de los británicos establecida en el Tratado de Nankín, se había convertido en el centro de operaciones de los «hombres de negocio» occidentales. La ciudad estaba dividida en varias zonas extraterritoriales (inglesa, francesa y estadounidense) entregadas en «concesión» a las potencias occidentales.
Durante la década de 1920, técnicos de cine estadounidenses comenzaron a entrenar a técnicos chinos en Shanghái y la influencia americana continuó sintiéndose durante las dos décadas siguientes. Prácticamente todos los realizadores de cine del país residían en Shanghái durante la era republicana.
Fue durante ese periodo cuando se crearon algunas de las compañías productoras más importantes, como Mingxing y la compañía de los hermanos Shaw (Shao), Tianyi. Mingxing, fundada por Zheng Zhengqiu y Zhang Shichuan se centró en principio en la producción de cortos cómicos, entre los que se incluye la película china más antigua que se conserva, El romance de un vendedor de fruta (Laogong zhi aiqing, 1922). Los Estudios Mingxing se orientaron hacia los largometrajes y dramas familiares, como El huérfano rescata a su abuelo (Gu’er jiuzu ji, 1923), mientras que los Estudios Tianyi se orientaron a producir dramas folclóricos, pensados para los mercados extranjeros.

## Shanghái y la primera edad de oro del cine chino

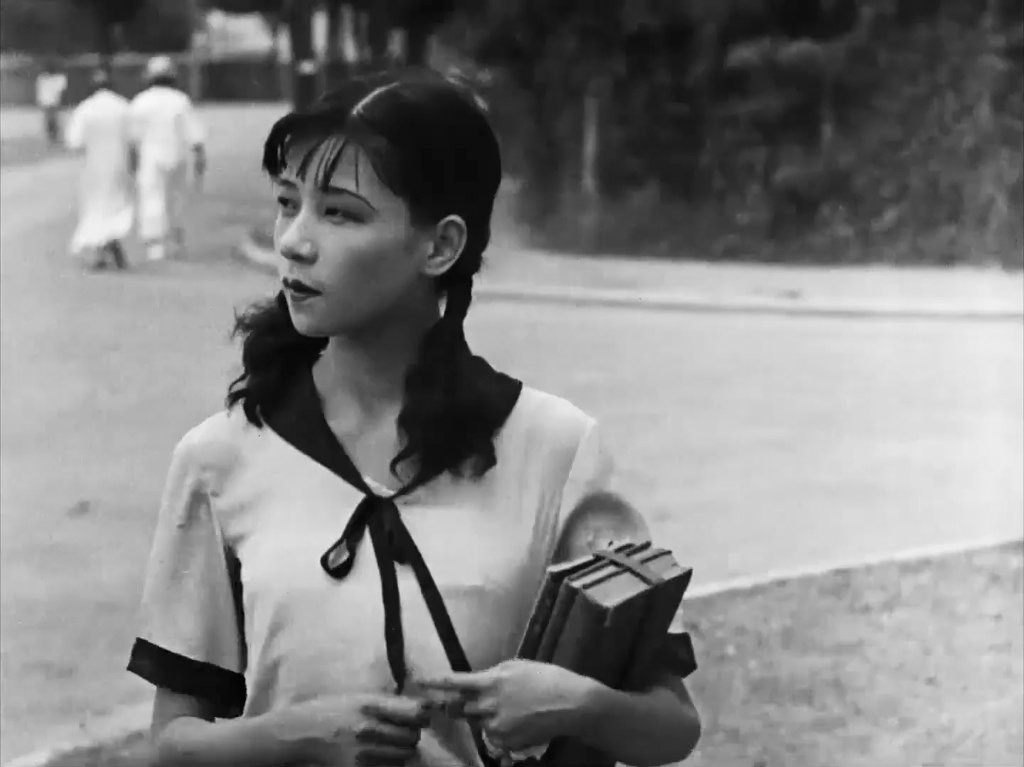
La actriz Ruan Lingyu, en Amor y Deber (1931), película de Bu Wancang. También fue protagonista de La diosa (1934).

La década de 1930 hasta 1937 suele denominarse la «primera época dorada el cine chino». Entonces se realizaron las primeras películas realmente importantes, influidas por los ideales sociales difundidos por el movimiento comunista que comenzaba a ganar popularidad. De este momento son obras clásicas como Mǎlù tiānshǐ (El ángel de la calle, Yuan Muzhi, 1937), La diosa (Shénnǚ, Wu Yonggang, 1934), Dàlù (La gran carretera, Sun Yu, 1935) y Xiáo wǎnyì (Juguetes, Sun Yu, 1933), incluidas en ese orden entre las 100 mejores películas chinas de todos los tiempos por la Asociación de Premios de Cine de Hong Kong.
Otras películas destacadas de la década, son Amor y Deber (Liàn'ài yǔ yìwù, Bu Wancang, 1931), Los gusanos de seda de primavera (Chūncán, Cheng Bugao, 1933), Nuevas mujeres (Xīn nǚxìng, Cai Chusheng, 1934), Canción de los pescadores (Yu guang qu, Cai Chusheng, 1934), Corderos perdidos (Mi tu de gao yang, Cai Chusheng, 1934), y Plaza pública (Shizi jietou, Shen Xiling, 1937). También de esta época es el éxito de taquilla Fēngyún Érnǚ (Hijos de la tormenta, 1935), donde se incluye la canción escrita por Tian Han, autor también del guion, «Yiyongjun Jinxingqu» (义勇军进行曲, Marcha de los voluntarios), adoptada como himno nacional en 1949.
Estas películas de contenido social progresista versaban sobre la lucha de clases, las amenazas externas (como la invasión japonesa) o sobre problemas de personas humildes y trabajadoras. En esta época aparecieron también las primeras estrellas de cine, como Hu Die, Ruan Lingyu, Zhou Xuan, Zhao Dan y Jin Yan.

### El Movimiento Cinematográfico de Izquierda
Cuando Japón invadió China en 1931, los artistas y escritores del Partido Comunista Chino tomaron la decisión de impulsar un movimiento cinematográfico de izquierda, que produjera películas comprometidas con el sentimiento de resistencia a la ocupación extranjera. Nunca en su historia China había sufrido una invasión de esa magnitud que amenazaba su fin como nación, luego de más de 20 siglos de existencia. El movimiento adoptó el lema «Despertar para salvar el país» y criticó la producción de películas de artes marciales pasatistas, mientras la existencia misma del país estaba amenazada, proponiendo realizar películas que trataran el tema del antiimperialismo, la lucha de clases y las condiciones de vida de los trabajadores.
El movimiento se organizó formalmente primero en la Sociedad de Cultura Cinematográfica de China (Zhongguo dianying wenhua xiehui) fundada en febrero de 1933, y luego en el Movimiento de Cultura Cinematográfica de China (Zhongguo dianying wenhua yundong), pensado para incluir a algunos grandes empresarios de estudios cinematográficos y cineastas no comunistas, que adherían a la causa de la resistencia contra la invasión japonesa y el proyecto de construir una sociedad más igualitaria.
En mayo de 1932 la productora Star contrató a los escritores comunistas Xia Yan, A Ying y Zheng Boqi como consultores de guionistas. Más tarde, estudios como Lianhua y Tianyi, hicieron los mismos al incorporar a Yang Hansheng, Tian Han, Sun Shiyi y Nie Er. Tian Han ayudó a organizar la Compañía Yihua. Los estudios Mingxing y Deutsu, estaban estrechamente vinculado a la producción cinematográfica de izquierda; este último fue fundado directamente con apoyo del Partido Comunista. Las películas de Mingxing, destinadas a revelar las dimensiones del conflicto de clases, provocaron una gran respuesta entre los espectadores. De todos los estudios la producción de Tianyi tenía un contenido menos social.
Los cineastas progresistas, encabezados por los comunistas, se convirtieron en el eje creativo de varias compañías que condujeron al cine chino hacia una etapa de amplia popularidad, con temáticas y formatos artísticos novedosos, que ha sido conocida como «primera edad de oro».

### La ocupación japonesa de Shanghái

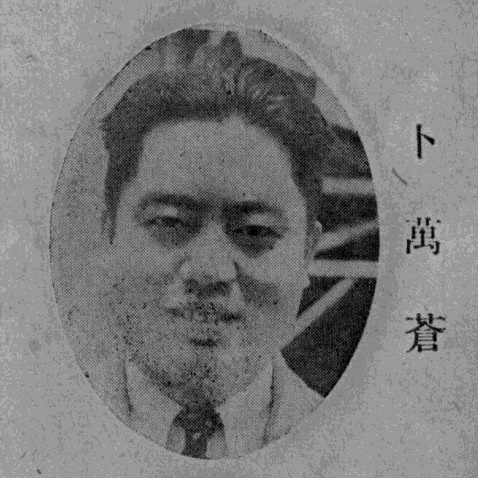
El exitoso director Bu Wancang fue contratado por los japoneses para dirigir la película Eternidad (Wàn Shì Liú Fāng). Luego de la derrota japonesa se trasladó a Hong Kong debido a las acusaciones como colaboracionista.

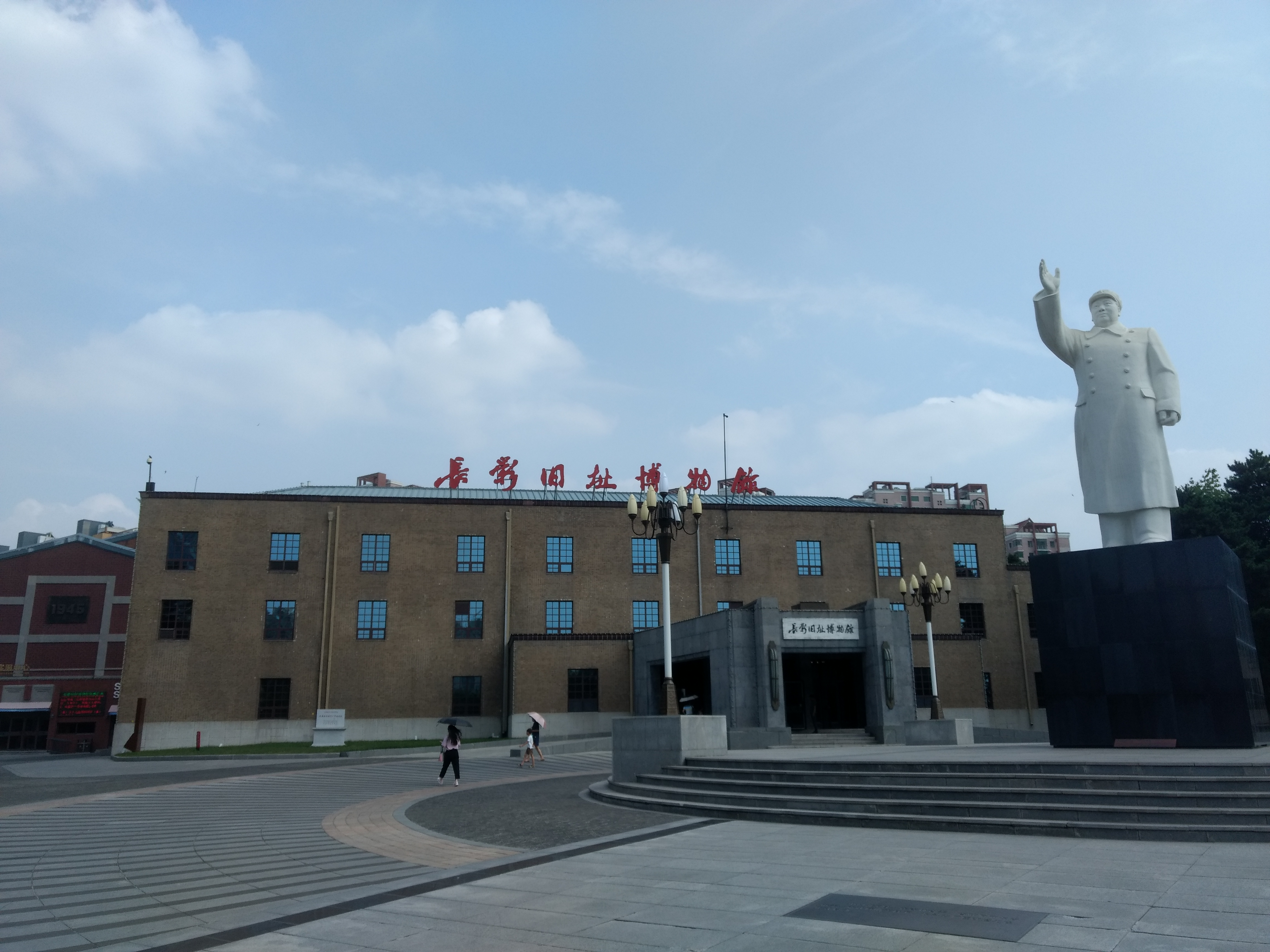
Estudios de Cine de Changchun, uno de los pilares de la industria cinematográfica china, construido sobre la base de la Asociación de Cine de Manchukuo, instalada por los japoneses durante la ocupación.

La ocupación de Shanghái en 1937, durante invasión japonesa de China, terminó con la primera edad de oro del cine chino. Todas las compañías productoras cerraron, excepto Xinhua, y muchos directores se marcharon de Shanghái, instalándose en Hong Kong, o Chongqing, la capital nacionalista durante la guerra.
Luego de ocupar Manchuria en 1931 y crear el Estado títere de Manchukuo, los japoneses fundaron una moderna productora cinematográfica llamada Asociación de Cine de Manchukuo (Man'ei), que se estableció en la ciudad de Changchun. A diferencia de las empresas cinematográficas abiertamente coloniales que los japoneses levantaron en Taiwán y Corea, la Asociación de Cine de Manchukuo tuvo como objetivo desde un principio crear un estudio de cine chino dirigido por japoneses. Inicialmente se encargó de producir películas industriales y educativas sobre Manchukuo para educar al público japonés. Los estudios cinematográficos de Man'ei fueron los más importantes de Asia y durante los ocho años de su existencia produjo 108 largometrajes y 189 películas educativas y documentales.
Por su parte y a pesar de todo, Shanghái continuó produciendo cine, dentro de las áreas extranjeras extraterritoriales («concesiones»). Esa situación fue conocida como «la isla solitaria», debido a que Shanghái parecía una isla dentro del territorio ocupado por los japoneses. Los artistas y directores que permanecieron en la ciudad se vieron obligados a caminar en terreno pantanoso. Algunos decidieron mantenerse fieles a sus ideas políticas y nacionalistas y otros cedieron a la presión japonesa.
De estos años data Mulan se une al ejército (Mulan cong jun, Bu Wancang, 1939), que cuenta la célebre leyenda china de la joven campesina Mulan, que se unió al ejército para luchar contra una invasión extranjera, en clara alusión al momento histórico que vivía la sociedad china.
Después de que se declarara la guerra con los aliados occidentales el 7 de diciembre de 1941, los japoneses tomaron control también de las «concesiones» y toda Shanghái pasó a quedar bajo el mando japonés. Los japoneses recurrieron a los recursos de la industria cinematográfica china para promover la idea imperialista de la «esfera de coprosperidad del este de Asia», con películas como Eternidad (Wàn Shì Liú Fāng, 1943), producida por la Asociación de Cine de Manchukuo con las colaboración de los directores Bu Wancang, Ma-Xu Weibang y Zhu Shilin, que luego de la derrota japonesa se trasladaron a Hong Kong para evitar la acusación de colaboracionistas.
En 1945, tras la invasión soviética de Manchukuo y el caos posterior que rodeó la rendición de Japón, la Asociación de Cine de Manchukuo colapsó, pero el Partido Comunista de China, que controlaba la región durante la guerra civil desatada luego de la derrota japonesa, aprovechó los elementos técnicos y la experiencia cinematográfica acumulada por Man'ei para fundar los Estudios de Cine del Noreste (Dongbei Dianying Zhipianchang), primero renombrados luego como Estudio de Cine de Changchun, que se convirtió en uno de los tres puntos principales de producción cinematográfica en la República Popular China, junto a Shanghái y Pekín.

## La segunda edad de oro

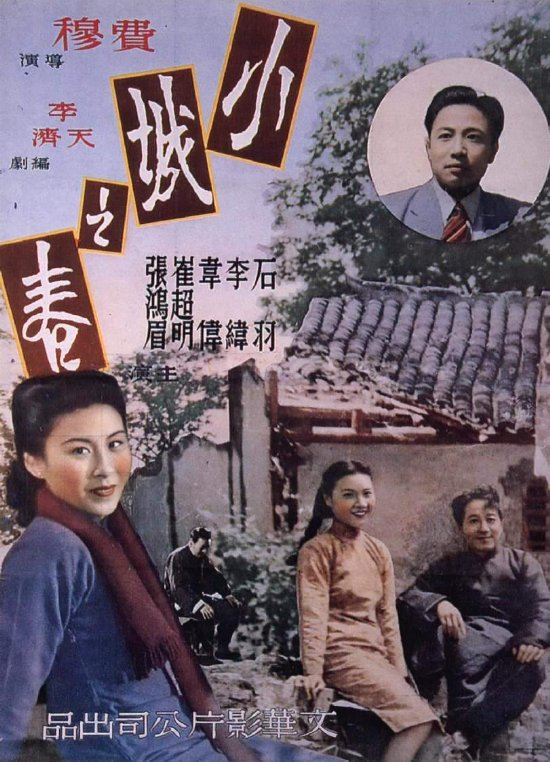
Póster de la película Primavera en un pueblo pequeño (1948), considerada la mejor de la historia del cine chino.

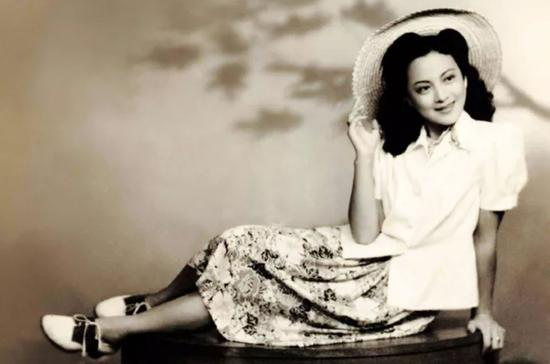
La célebre actriz Wang Danfeng surgida en la década de 1940.

Después de la guerra y la recuperación del territorio ocupado por los japoneses, se reanudó la guerra civil entre el Partido Nacionalista (Kuomintang) liderado por Chiang Kai-shek y el Partido Comunista liderado por Mao Zedong. La guerra civil influiría en las orientaciones temáticas de las películas así como en los territorios en que se encontraban los estudios cinematográficos, según fueran controlados por los comunistas o los nacionalistas. Puntualmente, mientras Changchun se ubicaba en un territorio con fuerte presencia comunista, Shanghái estaba en un área con fuerte presencia nacionalista.
La industria del cine volvió a centrarse en Shanghái, mientras una nueva generación de estudios cinematográficos sustituía los viejos Lianhua y Mingxing. Entre estos se incluía Xinhua, que se había convertido en una de las empresas dominantes de la industria. En 1946, Cai Chusheng volvió a Shanghái para renovar Lianhua, que se convirtió en los estudios Kunlun, los cuales produjeron algunas de las obras más importantes de la época, como Miles de luces (Wan chia teng huo, 1948), Cuervos y gorriones (1949), y sobre todo la obra maestra El río de la primavera fluye hacia el este (Yī jiāng chūn shuǐ xiàng dōng liú, Cai Chusheng y Zheng Junli, 1947), un melodrama épico sobre la vida de una familia afectada profundamente por la invasión japonesa, que tuvo un éxito de taquilla excepcional y se convirtió en el pináculo de la industria cinematográfica china.

 Entre las actuaciones se destaca Zhang Ruifang en el personaje de Niu, que se convertiría en una de las actrices más reconocidas de China.
Por otra parte, compañías como la Wenhua Film Company quisieron alejarse de la tradición izquierdista y exploraron y desarrollaron otros géneros. El drama romántico de la Wenhua Primavera en un pueblo pequeño (1948), dirigida por Fei Mu poco antes de la revolución, que ha sido considerada la mejor películas china de la historia por la Asociación de Premios de Cine de Hong Kong. Fei Mu tenía una clara postura política a favor del Partido Nacionalista y contra el Partido Comunista, que había expresado en películas como Canción de China (Tiān lún, 1935), donde expresaba la postura del Movimiento Vida Nueva de Chiang Kai-shek. Los críticos comunistas interpretaron que el tono intimista del film, alejado del entorno social, en el que el deber conyugal de la mujer se impone sobre el amor, conformaba un mensaje conservador y reaccionario. Tras la Revolución Cultural, se hizo una nueva copia del negativo original, que permitió que la obra fuera revalorada por toda una nueva generación de directores de cine. De hecho, una nueva versión de Primavera en un pueblo pequeño fue realizada en 2002 por Tian Zhuangzhuang.
Mientras tanto, en el norte, simultáneamente con la derrota de Japón y la ocupación de Manchuria por la Unión Soviética, el Partido Comunista tomó la decisión de crear el Sindicato de Trabajadores del Cine del Noreste. El sindicato, a su vez, asumió la dirección de la Asociación de Cine de Manchukuo y la transformó en los Estudios de Cine del Nordeste (Dongbei Dianying Zhipianchang). Poco después el Partido Nacionalista tomó la ciudad de Changchun y renombró la empresa como Estudios de Cine Changchun (Chǎngchūn Diànyǐng Jítuán Gōngsī), designando al famoso actor Jin Shan, como director, sin saber que en realidad pertenecía secretamente al PCCh. El mismo Jin Shan dirigió el que es considerado primer largometraje de la República Popular China, A lo largo del Río Songhua (Songhua jiang shang, 1947).

## Principios de la era comunista

### La revolución China

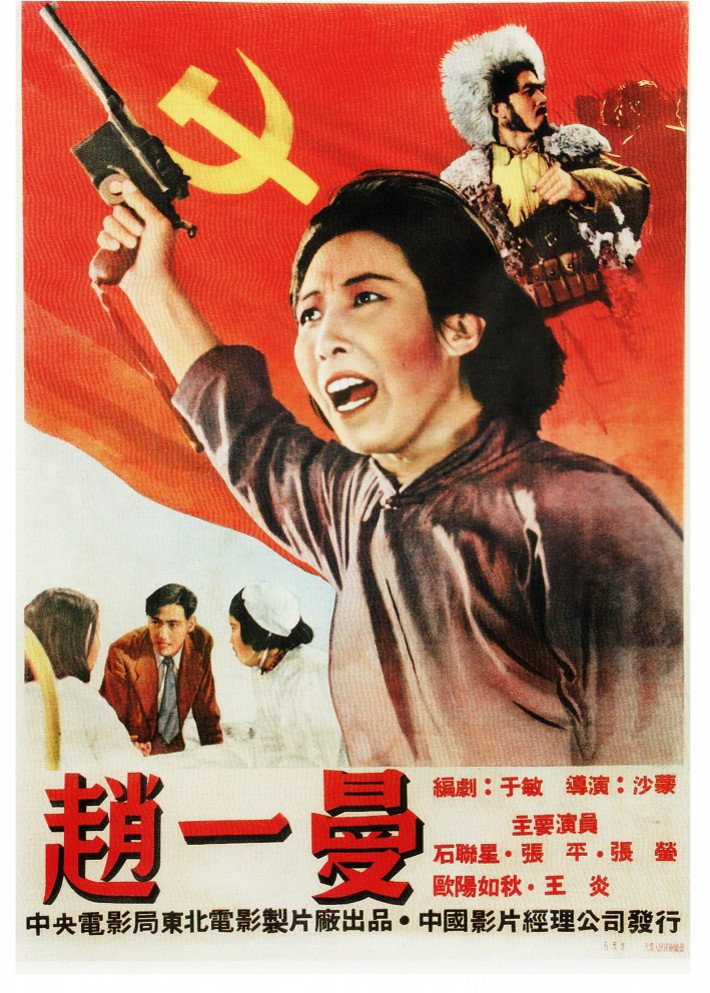
Póster del film histórico Zhao Yi-Man (Meng Sha, 1950) sobre la vida de la heroína Zhao Yiman, combatiente en la lucha contra la ocupación japonesa.

Tras la victoria del Partido Comunista en la guerra civil y la fundación de la República Popular China en 1949, el gobierno vio en el cine una herramienta muy efectiva de propaganda, así como para la reconstrucción de la unidad nacional y la recuperación del orgullo nacional perdido. Desde 1951, las películas chinas anteriores a 1949, así como las producidas en Hollywood y Hong Kong fueron prohibidas con el fin de ejercer un mayor control sobre los medios de comunicación de masas. En 1952 todas las productoras fueron estatizadas. Hacia finales de la década de 1950, la censura se relajó a la vez que los cineastas se apoyaban cada vez menos en el cine soviético. Las películas de la época se centraron sobre acontecimientos históricos, generalmente bélicos con un enfoque patriótico, así como en cuestiones sociales de la vida y problemas de los campesinos y los trabajadores. 
Entre las principales películas del período, se encuentran:
- Penas y alegrías de la mediana edad (Aī lè zhōngnián, Sang Hu, 1949), una comedia romántica sobre la vida de un maestro con tres hijos que acaba de enviudar. Protagonizada por Shi Hui uno de los máximos actores de la segunda era de oro del cine chino. Incluida entre las cien mejores películas chinas de la historia (#71), por la Asociación de Premios Cinematográficos de Hong Kong.[8]
- Esta vida mía (Wo zhe yi bei zi, Hui Shi, 1950), que recorre la historia china entre 1900 y 1950 desde la vida de un policía de Pekín. Incluida entre las cien mejores películas chinas de la historia (#46), por la Asociación de Premios Cinematográficos de Hong Kong.[8]
- Hermanas de escenario (Wutai jiemei, Xie Jin, 1964), sobre dos jóvenes actrices en la ópera china de la época prerrevolucionaria, que deben enfrentar los retos que vienen con el éxito. Incluida entre las cien mejores películas chinas de la historia (#53), por la Asociación de Premios Cinematográficos de Hong Kong. Jin fue el director más destacado de esa época.[8]

Entre otras películas importantes del período anterior a la Revolución Cultural se encuentran:
- El puente (Qiáo, Wang Bin, 1949), una película bélica ambientada en la guerra civil en la que un comando del Ejército Rojo debe reparar un puente en un tiempo muy breve.
- La niña del cabello blanco (Bai mao nu, Choui Khoua y Bin Wang, 1950); una familia mafiosa de un pueblo asesina a un hombre y viola a la hija, novia de un soldado del 8.º Ejército de Ruta del Ejército Chino, durante la invasión japonesa.
- El destacamento rojo de las mujeres (Hong se niang zi jun, Xie Jin, 1961), una película bélica de la guerra civil, inspirada en un batallón de mujeres que existió realmente. La película tuvo mucho éxito e inspiró un célebre ballet del mismo nombre, que a su vez fue registrado en un film de 1970. La actriz Zhu Xijuan ganó el Premio de las Cien Flores como Mejor Actriz Protagónica, por su papel como Wu Qionghua.
- Lei Feng (Dong Zhaoqi, 1964), sobre la vida del joven soldado Lei Feng, considerado hasta la fecha como un ejemplo de desprendimiento y amor al prójimo.[28]
- Oriente es rojo o El Este es rojo (Dōngfāng Hóng, Wang Ping y Li Enjie, 1965), ballet musical escénico histórico, producido por Zhou Enlai, para celebrar el 15.º aniversario de la Revolución china. Es considerada el pináculo del período maoísta.[29]

Una de las más importantes productoras durante este periodo fue la compañía cinematográfica Changchun. Fue un periodo de gran producción. El número de espectadores se incrementó considerablemente, de 47 millones en 1949 a 415 millones en 1959. En los 17 años que van desde la fundación del Partido Comunista de China hasta la Revolución Cultural se produjeron 603 películas y 8.342 rollos de documentales y noticias, la mayoría patrocinados por el gobierno, y de carácter propagandístico. Muchos directores chinos fueron enviados a Moscú, para aprender de los directores soviéticos. 
En 1949 se crearon los Estudios de Cine de Pekín (Beijing Dianying Zhipianchang), convirtiendo a Pekín en el tercer gran centro de producción cinematográfica de China. En 1956 se abrió la Academia de Cine de Pekín, que trajo un espíritu innovador y llevó a que, hacia finales de la década de 1950, el cine chino tomara distancia del realismo soviético con nuevas formas de contar las historias y de manejar las cámaras y la fotografía.
La primera película para pantalla ancha se produjo en 1960. También se popularizaron las películas de animación, que incorporaban técnicas del arte folclórico tradicional como el papel cortado, el teatro de sombras, marionetas, y pintura tradicional con el fin de entretener y educar a los niños. La más famosa de estas, el clásico La rebelión del rey Kun Fu Sun (Dà nào tiān gōng, Wan Laiming, 1963), también conocido en inglés como Havoc in Heaven, basado en la leyenda de Sun Wukong, dirigida por Wan Laiming, ganó el premio a la mejor película en el Festival de Cine de Londres.

### La Revolución Cultural (1968-1976)

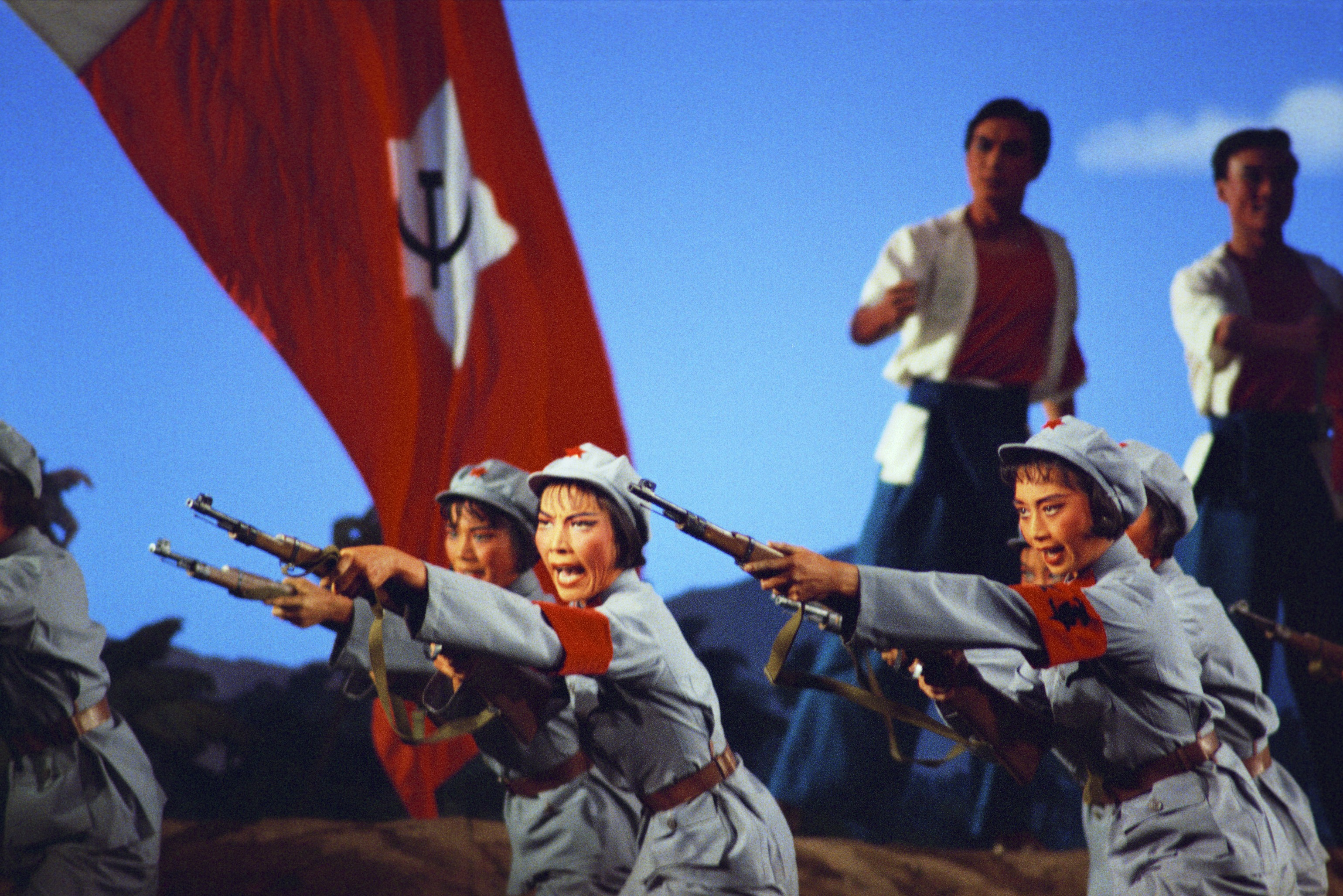
Una escena de la representación de la ópera modelo revolucionaria El destacamento rojo de mujeres, cuya película de 1970 protagoniza la actriz Jiang Qing, líder de la Revolución Cultural.

En 1966 comenzó en China un caótico proceso llamado Revolución Cultural, liderado por la actriz Jiang Qing, esposa del líder de la revolución, Mao Zedong. La Revolución Cultural fue llevada adelante por el movimiento juvenil conocido como Guardias rojos y tuvo como objetivo denunciar las prácticas y pensamiento considerados «burgueses» y «contrarrevolucionarios» presentes en los líderes del Partido Comunista, altos funcionarios del Estado y en general personas destacadas, especialmente artistas e intelectuales, que eran encarcelados, torturados, «reeducados» o sometidos al ostracismo.
Durante la Revolución Cultural, la producción de cine fue bastante limitada debido a una censura que se volvió implacable. Prácticamente todas las películas anteriores a la revolución fueron prohibidas.. La más notable de esta etapa fue la versión para ballet de la ópera revolucionaria El destacamento rojo de las mujeres (Hóngsè Niángzǐjūn, 1971). Jiang Qing misma protagoniza la película y se convierte en la figura clave de la «purificación» de las artes. Otra película de este período es Juéliè (1975), sobre la lucha contra la burocracia partidaria en la educación.

## El ascenso de la quinta generación

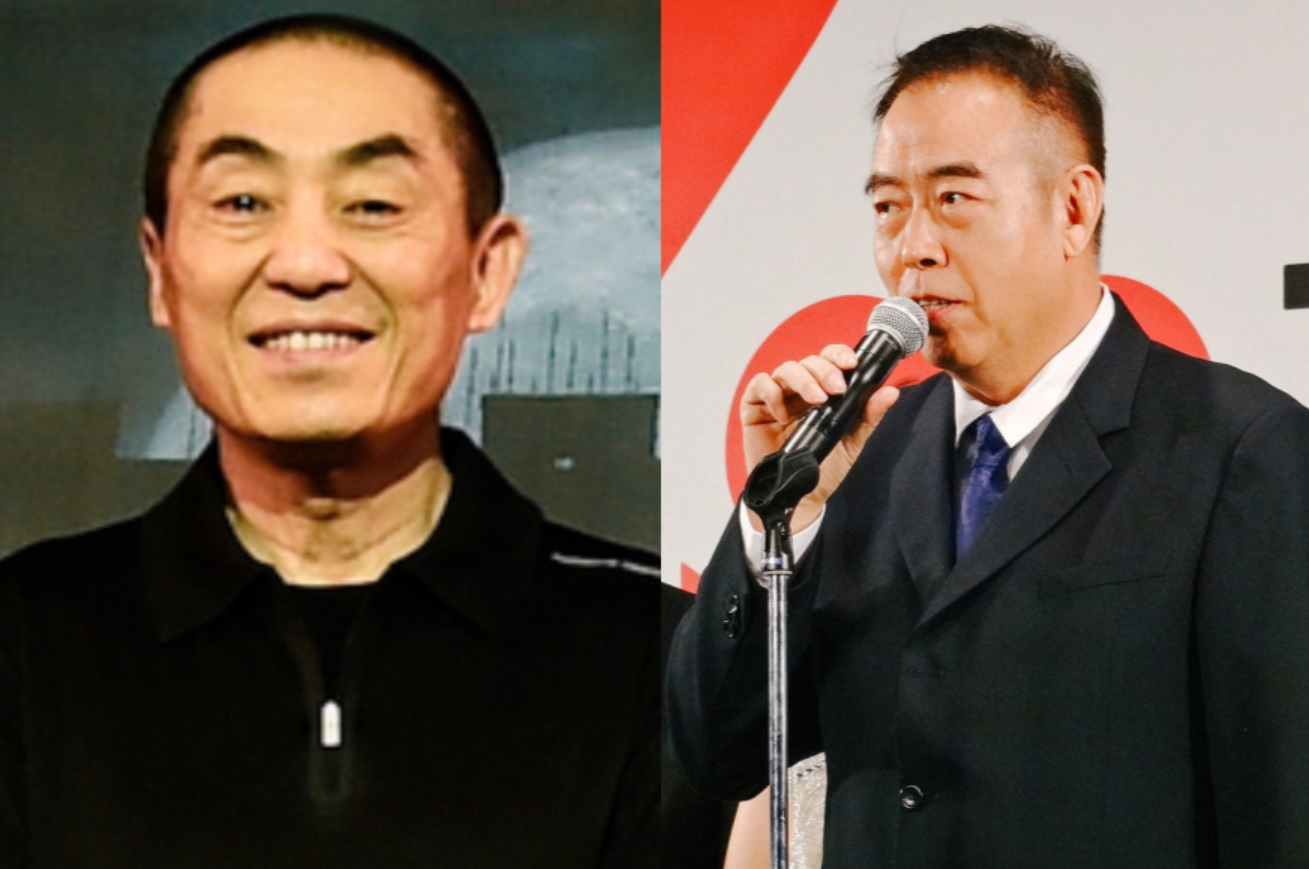
Zhang Yimou y Chen Kaige, dos de los directores más relevantes de la llamada «Quinta Generación» de realizadores cinematográficos, que lideró la renovación del cine chino en la década de 1980.

En 1976 murió Mao Zedong y colapsó el poder de la célebre Banda de los Cuatro, cabeza de la Revolución Cultural. Por entonces China comenzó un notable viraje, bajo la influencia de Deng Xiaoping, revalorizando el mercado desde el punto de vista de la economía marxista, para conformar una escuela económica definida como «economía de mercado socialista». En ese contexto emerge la gran renovación del cine chino encabezada por la llamada «Quinta generación», liderada por directores como Chen Kaige (El rey de los niños, 1987; Adiós a mi concubina, 1993) y Zhang Yimou (Sorgo rojo, 1987; La linterna roja / Esposas y concubinas, 1991; Qiu Ju, una mujer china, 1992).
Con la derrota del modelo de colectivismo extremo de la Revolución Cultural y las reformas orientadas al mercado de Deng Xiaoping, el cine volvió a ser un medio de entretenimiento habitual y personal. Las películas locales contaban con una gran audiencia y las entradas a los festivales de cine se vendían rápido. Los directores y escritores buscaron explorar nuevos terrenos y realizar películas más innovadoras. Aparecen nuevos temas, como la sátira política, la comedia, la magia. Hay un fuerte alejamiento del tono panfletario.
En ese contexto surgen los cineastas de la llamada Quinta Generación, llamada así porque fueron quinta promoción de la Academia de Cine de Pekín, graduados en 1982. Todos ellos vivieron su adolescencia durante la Revolución Cultural, fueron enviados al campo para su «reeducación».

Allí recibieron una inyección de realpolitik que los acabó inmunizando del bombardeo de consignas ideológicas de la época. Allí pudieron también entrar en contacto con la China profunda, rural, tradicional, con etnias minoritarias, incontaminada de los discursos de modernización y de uniformización emitidos desde los centros de poder de Beijing.

Los jóvenes cineastas de la Quinta Generación reunieron en sí mismos durante de la década de 1980, ese entrecruzamiento de visiones y sistemas políticos contrapuestos. Sus películas mostraron las grandes convulsiones que venían sacudiendo a China desde principios de siglo XX, con relatos que buscaron combinar las vivencias personales, sin abandonar la aventura colectiva. Sus obras buscaron establecer un vínculo estrecho con la literatura, adaptando de manera más o menos literal las obras de los escritores chinos de ese momento.
Entre las principales películas de la década de 1980, se encuentran:
- Tierra amarilla (Huáng tǔ dì, Chen Kaige, 1984). Un soldado del Ejército es enviado al campo para recopilar canciones populares de tono alegre y feliz, pero descubre que todas las canciones populares tienen un aire triste. La película fue premiada en los festivales de Hawái y Locarno. Incluida como cuarta mejor película entre las cien mejores de la historia, por la Asociación de Premios Cinematográficos de Hong Kong.[8]
- Sorgo rojo (Hong gao liang, Zhang Yimou, 1988) Incluida entre las cien mejores películas de la historia (#25), por la Asociación de Premios Cinematográficos de Hong Kong.[8]
- Pueblo Furong	(Fúróng zhèn, Xie Jin, 1987), trata sobre los sufrimientos e injusticias padecidos por una mujer durante la Revolución Cultural en el pequeño pueblo de Furong. La película se considera una de las más representativas del llamado «drama de cicatrices», un nuevo género que mostraba los traumas emocionales que ese periodo había provocado. Multipremiada e incluida entre las cien mejores películas de la historia (#86), por la Asociación de Premios Cinematográficos de Hong Kong.[8]
- El incidente del cañón negro (Hēi Pào Shìjiàn, Huang Jianxin, 1985) es una comedia negra generada por el exceso de sospecha de los funcionarios locales que al leer un telegrama confunden la referencia a un «cañón negro», pieza característica del ajedrez chino (xiangqi), con un verdadero cañón. Incluida entre las cien mejores películas de la historia (#99), por la Asociación de Premios Cinematográficos de Hong Kong.[8]

Otras películas del período son: 
- Lluvia nocturna sobre el Monte Ba (Ba Shan Ye Yu, Wu Yonggang, Wu Yigong, 1980). Codirigida por el histórico Wu Yonggang (n. 1907), responsable del clásico La Diosa (1934). Durante la Revolución Cultural, un poeta que ha estado en prisión durante seis años, es trasladado en barco por río, de Sichuan a Wuhan, escoltado por dos guardias. Compartirá el viaje con otros seis pasajeros, que dejarán al descubierto las brutalidades cometidas durante la Revolución Cultural. Ganador compartido del Premio Golden Rooster a la mejor película, en 1981.
- La leyenda de las montañas Tianyun (Tian yun shan chuan qi, Xie Jin, 1980). Una tragedia ambientada durante el Movimiento antiderechista de 1957-1958, sobre dos amigas que, ante la injusticia de la acusación de «derechista» del jefe de ambas, una decide romper con él y la otra apoyarlo. Ganador compartido del Premio Golden Rooster a la mejor película, en 1981.
- El viejo pozo (lǎo jǐng, Wu Tianming, 1986). El guion, con momentos de comicidad, trata de un trío romántico entre un hombre y dos mujeres en una pequeña aldea que emprende el cavado de un pozo para terminar con la crónica escasez de agua. Protagonizada por Zhang Yimou. Wu Tianming fue un director de la Cuarta Generación cuya carrera se vio frustrada por la Revolución Cultural. La película fue premiada en el festival de Tokio.

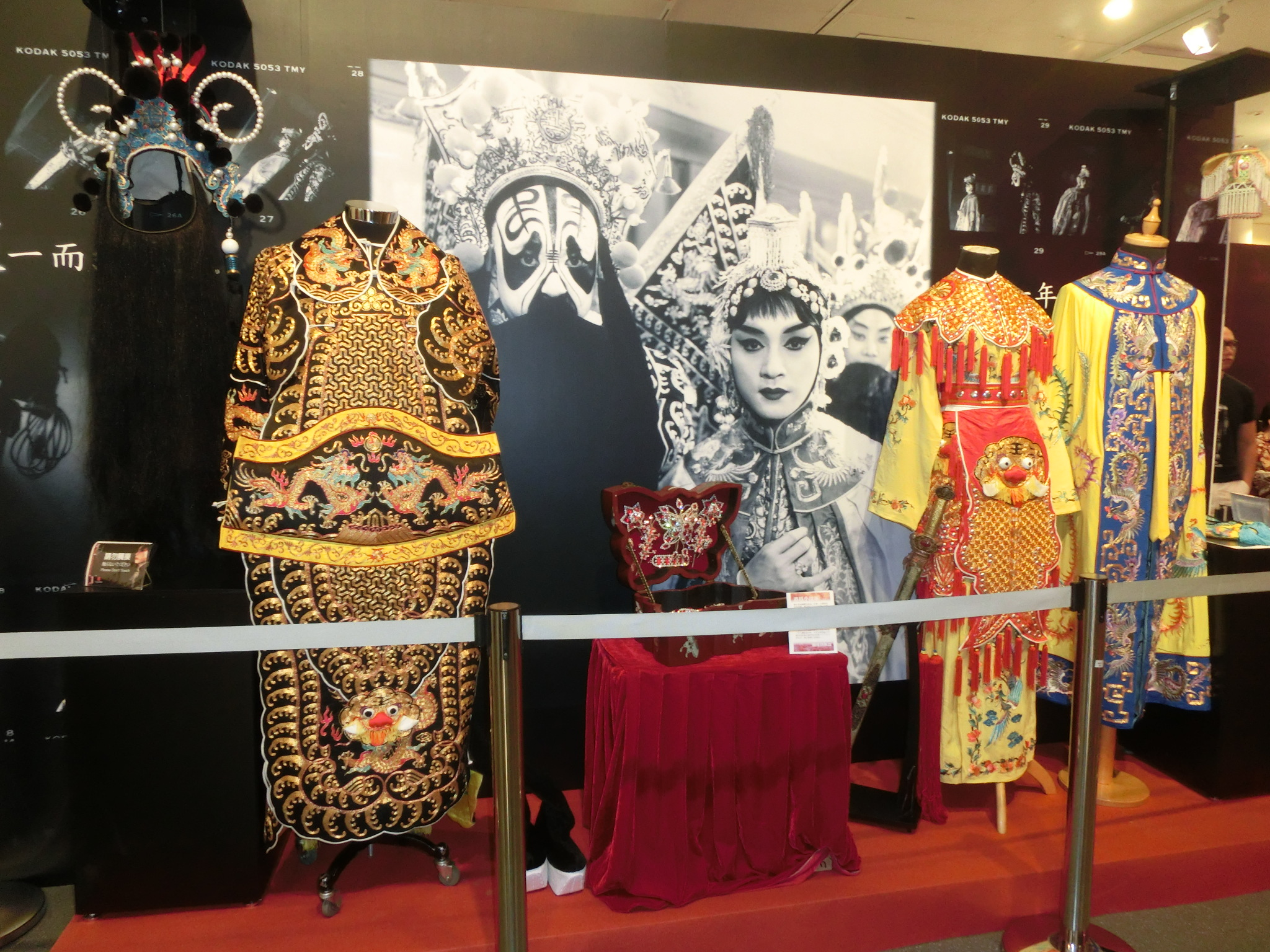
Muestra del vestuario de la película Adiós a mi concubina, uno de los éxitos mundiales recientes del cine chino.

### Década de los 90s
La década de 1990 estuvo marcada por la victoria de los Estados Unidos en la Guerra Fría y el colapso de la Unión Soviética y los demás países del bloque soviético, que permitió que Estados Unidos extendieran su poder sobre el mundo entero, dando inicio a lo que dio en llamarse «globalización». En ese contexto se produjeron las protestas de la Plaza de Tian'anmen de 1989, reprimidas por el gobierno, en las cuales coincidieron sectores comunistas ortodoxos que se pretendían volver al régimen previo a la Revolución Cultural, con sectores liberales que pretendían instalar un régimen político según el modelo occidental.
El endurecimiento político resultante de la represión del movimiento de Tianánmen, impactó en la producción cinematográfica de la década de 1990. Algunos directores se impusieron a sí mismos el exilio, como Wu Tianming, que se trasladó por un tiempo a Estados Unidos, o Huang Jianxin, que se fue a Australia, mientras que otros directores pasaron a trabajar en producciones para la televisión.
Entre las principales películas de la década de 1990, se encuentran:
- Días de sol (Yángguāng Cànlàn De Rìzi, Jiang Wen, 1994). Un hombre adulto en los '90 recuerda sus andanzas de adolescente, junto a sus amigos, en los tiempos de la Revolución Cultural. La película es considerada una obra maestra y ha sido incluida entre las cien mejores películas chinas de la historia (#17), por la Asociación de Premios Cinematográficos de Hong Kong.[8]
- Qiu Ju, una mujer china (Qiū Jú Dǎ Guānsi, Zhang Yimou, 1992). Una mujer embarazada enfrenta la burocracia de la justicia china debido a un simple reclamo. La película ha sido incluida entre las cien mejores películas chinas de la historia (#45), por la Asociación de Premios Cinematográficos de Hong Kong.[8]
- Adiós a mi concubina (Bàwáng Bié Jī, Chen Kaige, 1993). La historia china desde 1900 hasta 1977 es recorrida a través de la vida de dos amigos entrenados desde niños como actores de la Ópera de Pekín, uno en roles masculinos (rol jing) y el otro en roles femeninos (rol dan) que la lleva a adoptar una identidad transgénero. La película ha sido incluida entre las cien mejores películas chinas de la historia (#55), por la Asociación de Premios Cinematográficos de Hong Kong.[8]
- La cometa azul (Lan feng zheng, Tian Zhuangzhuang, 1993). Tres momentos histórico de China, la Campaña de las Cien Flores (1956-1957), el Gran Salto Adelante (1958-1961) y la Revolución Cultural (1966-1976), vistos a través de los ojos de un niño y las tres figuras paternas sucesivas en su vida (su «padre» biológico, el segundo esposo de su madre a quien llama «tío», y el tercer esposo de su madre a quien reconoce como «padrastro»). La película ha sido incluida entre las cien mejores películas chinas de la historia (#81), por la Asociación de Premios Cinematográficos de Hong Kong.[8]
- Ni uno menos (tiān shàng yǒu ge tàiyáng, Zhang Yimou, 1999). Cuenta la historia de una joven de 13 años (Wei Minzhi) que debe hacerse cargo de una pequeña escuela rural, mientras el maestro oficial se ausenta durante un mes para cuidar a su madre enferma. Para percibir su salario, la condición es que al regreso del maestro ningún niño haya abandonado. Cuando uno de sus alumnos se va, buscando ganarse la vida en la ciudad, la joven le sigue para llevarle de vuelta. La película muestra el analfabetismo y la pobreza rural de una manera neorrealista y documental, empleando principalmente actores no profesionales cuyos personajes conservan su nombre real. La película ha sido incluida entre las cien mejores películas chinas de la historia (#103), por la Asociación de Premios Cinematográficos de Hong Kong.[8]

Otras películas notables de la década son: 
- Dà Hóng Dēnglóng Gāogāo Guà (La linterna roja, también conocida como Esposas y concubinas, Zhang Yimou, 1991).
- La sombra del emperador (Qin Song, Zhou Xiaowen, 1996). Drama histórico sobre la relación entre el primer emperador chino, Qin Shi Huang y su amigo de la infancia, el compositor Gao Jianli.
- El rey de las máscaras (Biàn Liǎn, Wu Tianming, 1996). Película realizada por Wu Tianming luego de regresar en 1994 de su autoexilio en EE. UU. Trata de un artista de biàn liǎn -arte dramático centenario de la Ópera de Sichuan- en la década de 1930, que compra un niño en un mercado clandestino para criarlo como un hijo y transferirle los secretos del arte, sin percatarse que era una niña, desencadenando una crisis porque la tradición prohibía transmitir los secretos del biàn liǎn a mujeres.

## Sexta generación

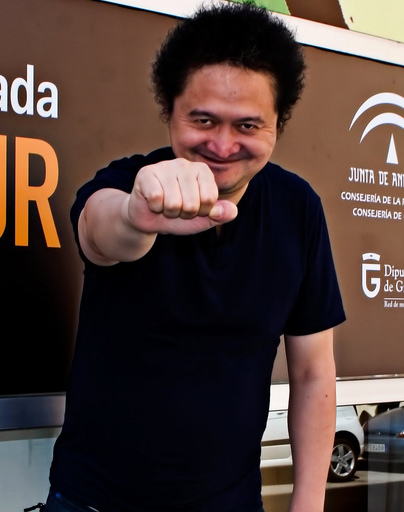
Zhang Yuan, figura destacada de la llamada «Sexta Generación».

En la década de 1990, después de que fuera derrotado el movimiento de la plata Tianamén, surgieron una serie de cineastas jóvenes que han sido encasillados bajo la controvertida denominación de «sexta generación».
Los jóvenes de la sexta generación generaron un cine independiente, por fuera de los estudios estatales, muchas veces en forma clandestina, con visiones fuertemente críticas de la situación política y social. Estas películas se rodaban de forma rápida y barata, lo que produce una sensación de documental, con tomas largas, cámaras sujetadas a mano, y sonido ambiente. La producción de la sexta generación se asemeja más al neorrealismo italiano y al cine de realidad (cinéma vérité) que al cine más elaborado de la Quinta Generación. Muchas de estas películas eran producciones conjuntas, en ocasiones financiadas por productoras extranjeras. Algunos directores, y sus obras más representativas son Wang Xiaoshuai (Los días, La bicicleta de Pekín), Zhang Yuan (Bastardos de Pekín, Palacio Oriental-Palacio Occidental), Jia Zhangke (Xiao Wu, Placeres desconocidos, Plataforma, El mundo, Naturaleza muerta) y Lou Ye (Río Suzhou).
A diferencia de la quinta generación, la sexta presenta una perspectiva más individualista y antirromántica y presta más atención a la vida urbana contemporánea. Muchas de sus películas reflejan la desorientación y los aspectos más negativos de las transformaciones que llevaron a China en conformar una economía de mercado. Blind Shaft del director Li Yang, por ejemplo, cuenta la historia de dos convictos que trabajan en una peligrosa mina en el norte de China. Por otro lado, El mundo de Jia Zhangke trata de mostrar el vacío que provoca la globalización en el escenario de un parque de atracciones internacional. Por su parte, Naturaleza muerta (2006), considerada la 44.ª mejor película de la historia del cine chino, también de Jia Zhangke, muestra el drama de las personas desplazadas por la construcción de la Presa de las Tres Gargantas, construida entre 1994 y 2016.

## Internacionalización del cine chino
En diciembre de 2000 China ingresó a la Organización Mundial de Comercio (OMC) iniciando un derrotero de integración al mercado mundial que ha convertido al país en la economía más dinámica del mundo y al cine chino en una de las grandes potencias mundiales.
Al año siguiente la película Wò hǔ cáng lóng (El tigre y el dragón) resultó multipremiada, incluyendo cuatro Premios Oscar y obtuvo un gran éxito en las taquillas de todo el mundo. La película fue el resultado de un entramado más amplio en la producción cinematográfica china, recurriendo a un director taiwanés, como Ang Lee, a intérpretes provenientes de Taiwán, Hong Kong y China continental, y una coproducción chino-estadounidense que invirtió 17 millones de dólares y tuvo una facturación de 213 millones.
El tigre y el dragón fue el comienzo de una secuencia de éxitos de taquilla, que fueron progresivamente ampliando el lugar de la producción cinematográfica china tanto a nicel nacional como internacionalmente, Entre las principales películas de la década de 2000 se encuentran:
- Héroe (Yīng Xióng, Zhang Yimou, 2002). Inspirada en Jing Ke y el intento de asesinato del primer emperador de China, Qin Shi Huang. Protagonizada por Jet Li deslumbró al mundo con el despliegue espectacular del cine de artes marciales chino.[1]
- Memorias de China (Meng ying tong nian, Jiang Xiao, 2004). Definido como el «Cinema Paradiso» de China, cuenta la historia de dos jóvenes trabajadores, una mujer y un hombre, unidos por su pasión por el cine.
- El mundo (Shijie), Jia Zhangke, 2004). Transcurre en el conocido parque temático de Pekín Beijing World Park, conocido como «el Mundo» que ofrece a sus visitantes reproducciones a escala reducida de monumentos famosos. A través de las vidas de algunos de sus empleados, especialmente de la bailarina Tao y su novio Taisheng, que trabaja como guardia de seguridad, explora el impacto de la urbanización y la globalización en la cultura tradicional china.[1]
- Carta de una mujer desconocida (Yi ge mo sheng nu ren de lai xin, Xu Jinglei, 2004). Xu Jinglei, es la protagonista y directora de este film, función por la recibió el premio en el Festival de San Sebastián. Basada en la famosa historia de Stefan Zweig, un hombre encuentra en la Pekín de 1948, una ciudad devastada por la guerra, una carta en la que una mujer le revela su gran amor hacia él y le cuenta qué fue de su vida.[1]
- La casa de las dagas voladoras (shí miàn mái fú, Zhang Yimou, 2004). Otro éxito de Zhang Yimou. Una historia de amor y artes marciales (wuxia) que transcurre en el año 859, durante la Dinastía Tang. La película costó 12 millones de dólares y recaudó 92,9 millones. Ganó 10 premios internacionales y fue nominada para otros 29 premios.
- La promesa (Wu ji, Chen Kaige, 2005).
- El banquete (Yeyan, Feng Xiaogang, 2006)
- Sin miedo (Yo yuanjia, Ronny yu, 2006).
- Ciudad de vida y muerte (Nánjīng! Nánjīng!), Lu Chuan, 2009). Drama bélico sobre la barbarie del ejército japonés en Nankín durante la segunda guerra sino-japonesa. Concha de oro en San Sebastián en 2009 y premio a la mejor película extranjera en Los Ángeles.

Entre los actores y actrices de la década se destacan Fan Bing-bing, Jet Li, Zhang Ziyi, Maggie Cheung y Tony Leung Chiu-Wai, entre otros. Los Estudios Mundiales de Hengdian, fundados en 1996, donde se filmaron películas como Héroe y El reino prohibido, se convirtieron en el estudio cinematográfico más grande del mundo.

## Cine chino contemporáneo

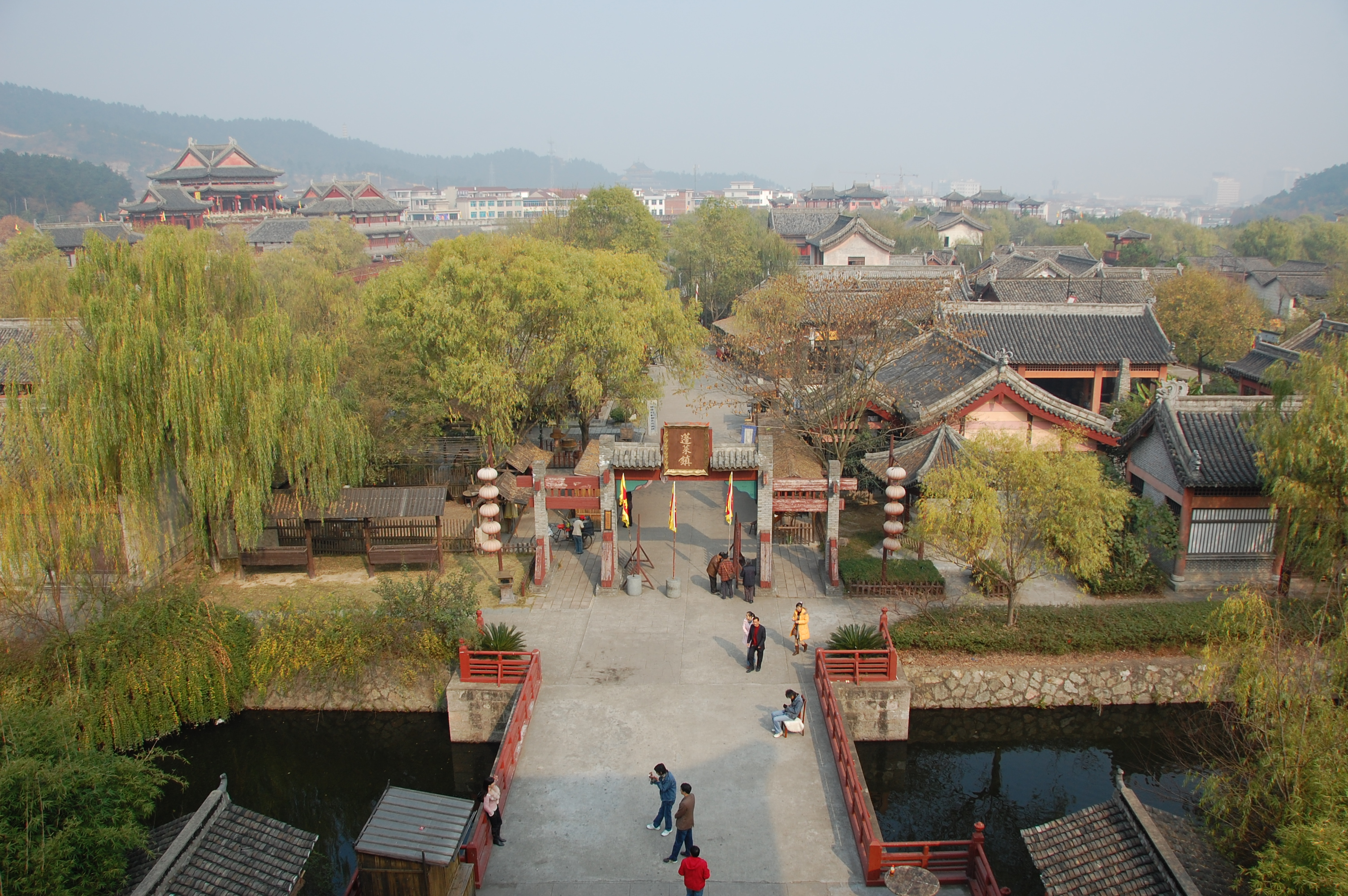
Los Estudios Mundiales Hengdian, en la provincia de Zhejiang, son actualmente los más grandes del mundo.

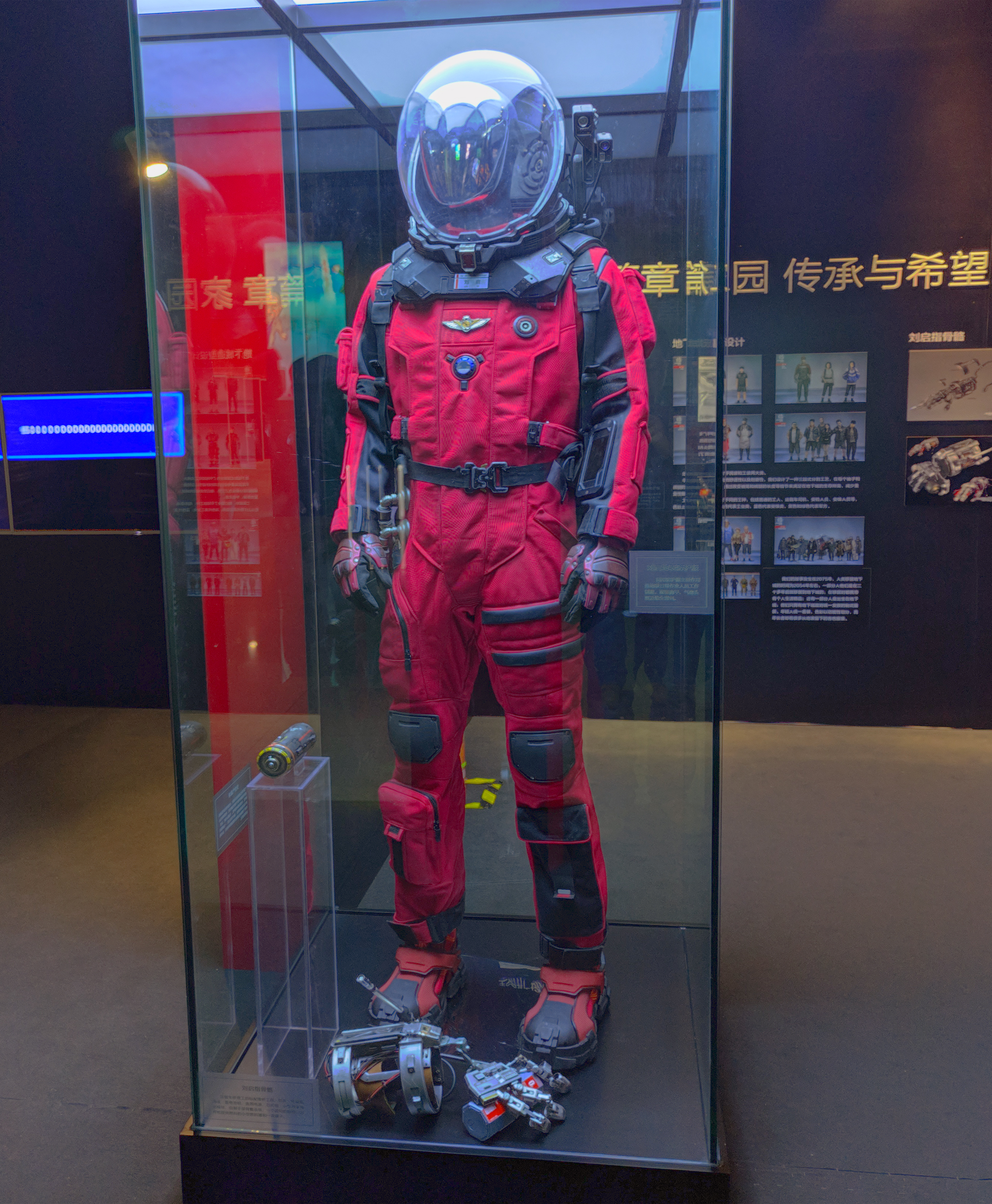
Traje espacial usado en La Tierra errante (Liu Lang Di Qiu, Frant Gwo, 2019), segunda película más taquillera de China de todos los tiempos.

Con el vertiginoso crecimiento económico a «tasas chinas» y el aumento acelerado del ingreso familiar, el mercado cinematográfico chino ha ido creciendo a tasas de más del 30% anual, hasta el punto de disputar el primer lugar al mercado estadounidense. En 2020, en medio de la pandemia del COVID-19, por primera vez la taquilla china superó la taquilla norteamericana.
El hecho resulta decisivo para la producción cinematográfica, tanto desde el punto de vista de los ingresos, como desde el punto den vista de los contenidos, que durante casi un siglo habían venido ajustándose a los estándares del gusto, el nacionalismo y la propaganda estadounidense. La presencia de actores, personas, ciudades y productos chinos en las películas internacionales es cada vez más habitual, a la vez que se reduce la tradicional superioridad blanco-estadounidense en los guiones de Hollywood y se adaptan las obras al gusto y los valores de la población china. Hoy por hoy el mercado chino es crucial para el éxito de cualquier película destinada el mercado internacional. En los últimos años, se ha llevado a cabo grandes producciones como Wolf Warrior, Ip Man o Chasing the Dragon.
En 2012 varios grupos chinos se asociaron con el gigante de la animación DreamWorks Animation (Antz, Shrek, Kung Fu Panda, Madagascar) para establecer un estudio orientado a la animación (Pearl Studio) en Shanghái bajo la forma empresaria de Oriental DreamWorks. Grupos nacionalistas de Estados Unidos han expresado su preocupación por el hecho de que capitales chinos inviertan en empresas estadounidenses de cine, difundiendo la fake news de que Dreamworks había pasado a ser propiedad de China.
En la década de 2010 también se desarrolló un cine de animación con una clara influencia del anime con películas como A Jewish Girl in Shanghai, Crystal Sky of Yesterday, Big Fish & Begonia y Shiki Oriori, esta última una colaboración con la productora japonesa CoMix Wave Films.
En 2016 el grupo chino Dailan Wanda compró la empresa productora cinematográfica estadounidense Legendary Entertainment (Jurassic World, Batman, Godzilla). Por su parte el grupo chino Alibaba se asoció con Amblin Partners de Steven Spielberg para financiar, producir, comercializar y distribuir películas en todo el mundo, y estableció un acuerdo de cooperación con Paramount Pictures para producir conjuntamente varias películas (Misión imposible: Nación secreta, Teenage Mutant Ninja Turtles: Out of the Shadows, Star Trek Beyond, La gran muralla con Matt Damon y la dirección de Yimou Zhang, etc.).
Entre las principales películas de la década de 2010 se encuentran las siguientes:
- Tan negro como el carbón (Báirì Yànhuǒ, Diao Yinan, 2014). Un thriller negro, ambientado entre 1999 y 2005, en el que un policía abrumado por la culpa de la muerte de sus colegas, busca su redención. Recibió el Oso de Oro en el Festival de Berlín. Se trata de una película independiente realizada por el canal Jiangsu Televisión. El título original es «Fuegos artificiales de día», mientras que en inglés es «Carbón negro, hielo delgado». La película es un ejemplo destacado de la corriente de cine negro chino que está renovando el género.[57][1]
- Yo no soy Madame Bovary (Wǒ Búshì Pān Jīnlián, Feng Xiaogang, 2016). Drama sobre un matrimonio que se divorcia para eludir la ley. Premiada en varios festivales internacionales, tuvo un considerable éxito de taquilla, con una recaudación de 70 millones de dólares,[1]
- Sra. Fang (Fang Xiu Ying, Wang Bing, 2017). Un documental conmovedor y polémico que registra los últimos días de vida de una campesina de 67 años sin recursos para tratar la Enfermedad de Alzheimer que padece.[1][58] Wang a dicho que el objetivo de sus documentales es «encontrar la verdad detrás de la realidad».[59]
- Un Elefante Sentado y Quieto (Dà Xiàng Xí Dì Ér zuò, Hu Bo, 2018). Durante todo un día, desde el amanecer hasta la noche, dos hombres jóvenes, una joven mujer y un pensionado, enfrentan circunstancias estresantes (muertes, infidelidades, agresiones), sin dejar de vivir sus vidas cotidianas y rutinarias, mientras planean ir a un zoológico a ver un elefante. Un relato de cine negro de casi cuatro horas en las que sus personajes exponen la angustia, la soledad y la vulnerabilidad en que se encuentran. Ópera prima de Hu Bo que trágicamente se suicidó luego de finalizar la filmación.[1][57]
- Esa mujer/La ceniza es el blanco más puro (Jiang hu er nü, Jia Zhang Ke, 2018). Una relación tóxica entre un jianghu o mafioso de poca monta y una mujer que por amor a él se sacrifica sin recibir nada a cambio.[60][1]
- Largo viaje hacia la noche (Dìqiú zuìhòu de yèwǎn, Bi Gan, 2018). Un hombre vuelve luego de muchos años a su pueblo debido a la muerte de su padre. Allí debe enfrentar la dolorosa memoria de la muerte de su mejor amigo y también de la mujer que amó. Contiene un asombroso plano secuencia de 50 minutos en 3D.[1][61]
- Hasta siempre, hijo mío (dìjiǔtiāncháng, Wang Xiaoshuai, 2019). La película recorre la vida de dos familias que fueron muy cercanas en su juventud y se separan al morir uno de sus hijo, con flashbacks no cronológicos. Habla de cariño, casarse, tener y criar hijos (con la política del hijo único ), las reformas reformas económicas, la urbanización, los altibajos en la vida, dolores y el gran cambio de China en los últimos 30 años.[1][62]
- La Tierra errante (Liu Lang Di Qiu, Frant Gwo, 2019) . Película de ciencia ficción. Recaudó 700 millones de dólares en todo el mundo, de los cuales 691 millones correspondieron a China.[63] Se convirtió en la segunda película más taquillera de China de todos los tiempos,[64][65] la séptima película más taquillera del mundo en 2019,[65] la segunda película no inglesa más taquillera hasta la fecha, y una de las 20 películas de ciencia ficción más taquilleras de la historia.[1]